# 汐ノ宮駅
汐ノ宮駅（しおのみやえき）は、大阪府河内長野市汐の宮町にある、近畿日本鉄道（近鉄）長野線の駅。駅番号はO22。

## 歴史
- 1911年（明治44年）8月15日：河南鉄道の滝谷不動 - 長野（現在の河内長野）間に新設開業[1]。
- 1919年（大正8年）3月8日：河南鉄道が大阪鉄道に社名変更、同社の駅となる[2]。
- 1943年（昭和18年）2月1日：関西急行鉄道が大阪鉄道を合併、同社長野線の駅となる[2]。
- 1944年（昭和19年）6月1日：戦時統合により関西急行鉄道が南海鉄道（現在の南海電気鉄道の前身。後に再独立）と合併、近畿日本鉄道長野線の駅となる[2]。
- 1966年（昭和41年）6月：行違い設備廃止。
- 2007年（平成19年）4月1日：ICカード「PiTaPa」使用開始[3]。
- 2012年（平成24年）12月21日：この日より終日無人駅となる。

## 駅構造
河内長野方面に向かって左側にホームがある単式1面1線の地上駅。棒線駅のため河内長野行きと大阪阿部野橋方面行きの列車が同一ホームに発着する。ホーム有効長は5両分。駅舎（改札口）はホーム古市寄りにある。1966年までは2面2線の駅だったが1線が撤去され、使われなくなったホーム跡が対面に残っている。
| 路線     | 方向 | 行先             |
| -------- | ---- | ---------------- |
| O 長野線 | 上り | 大阪阿部野橋方面 |
| O 長野線 | 下り | 河内長野方面     |

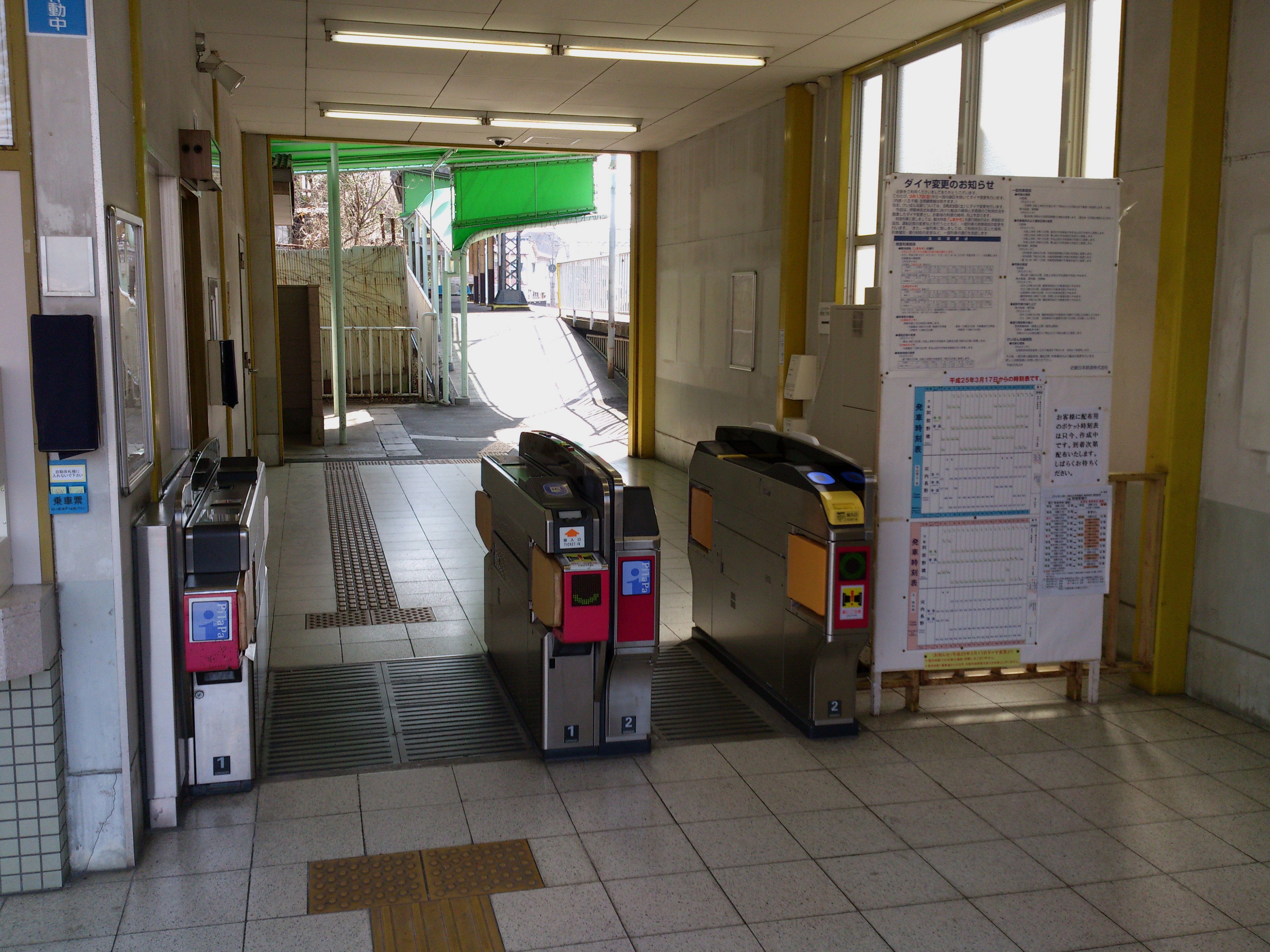
改札口
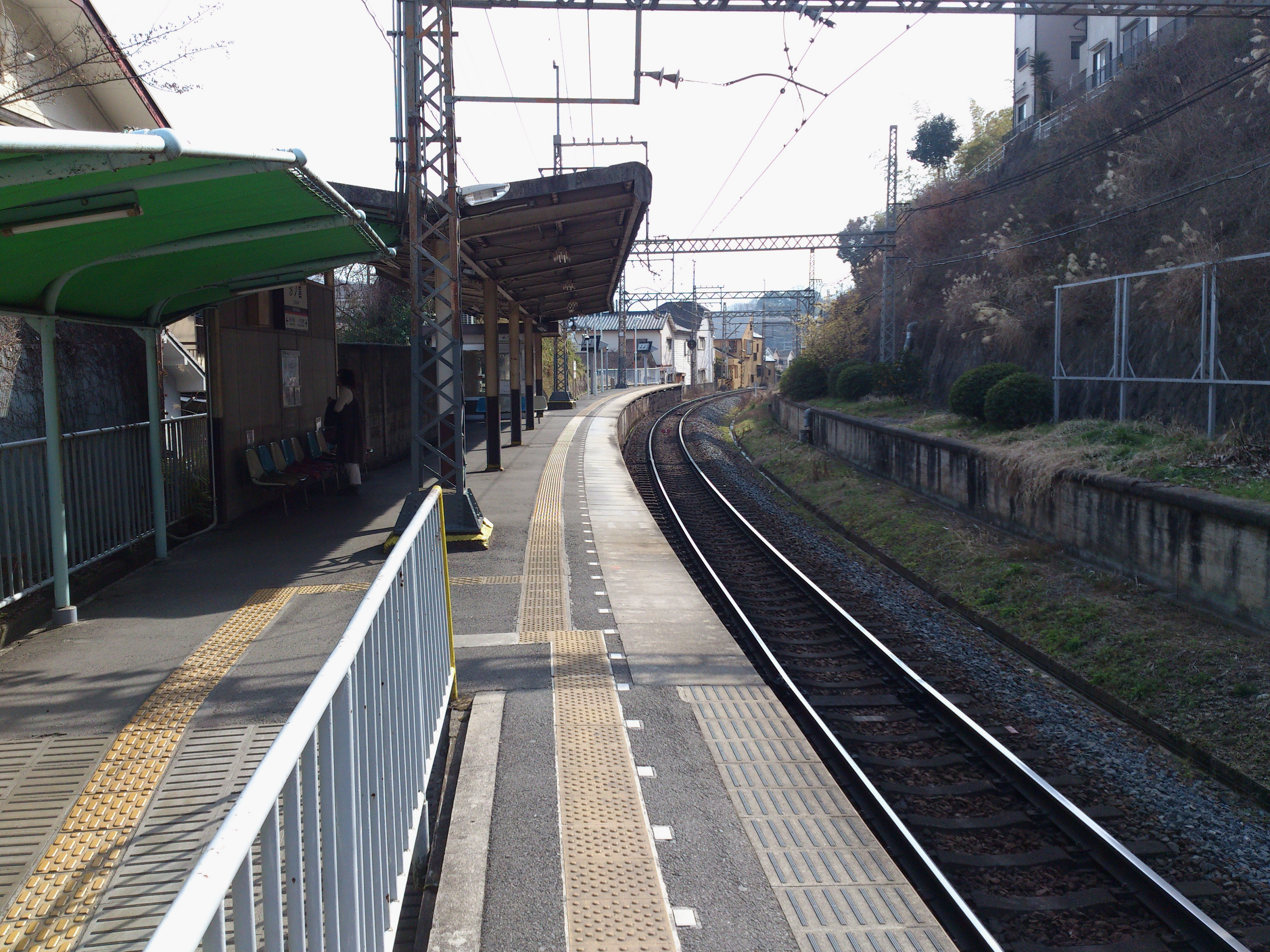
プラットホーム
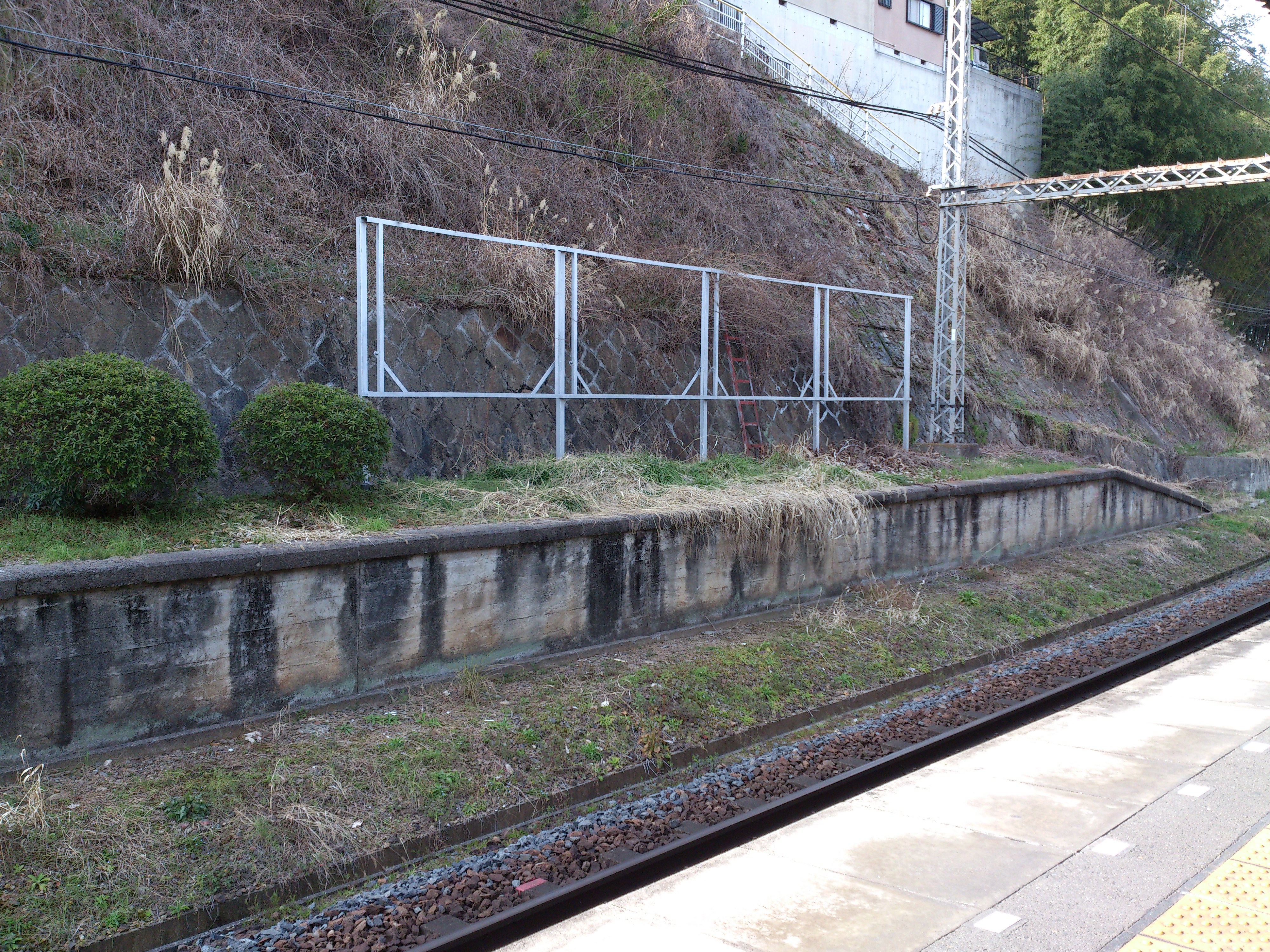
旧ホーム跡

## 利用状況
2024年11月12日における1日乗降人員は1,801人である。長野線の駅では最少。
近年における1日乗降人員の推移は下表の通り。
| 年度               | 調査日   | 乗車人員 | 降車人員 | 乗降人員 | 出典        | 出典          |
| 年度               | 調査日   | 乗車人員 | 降車人員 | 乗降人員 | 近鉄        | 大阪府        |
| ------------------ | -------- | -------- | -------- | -------- | ----------- | ------------- |
| 1990年（平成02年） | 11月06日 | 1,585    | 1,413    | 2,998    |             | [ 大阪府 1 ]  |
| 1991年（平成03年） | -        | -        | -        | -        |             | [ 大阪府 2 ]  |
| 1992年（平成04年） | 11月10日 | 1,505    | 1,416    | 2,921    |             | [ 大阪府 3 ]  |
| 1993年（平成05年） | -        | -        | -        | -        |             | [ 大阪府 4 ]  |
| 1994年（平成06年） | -        | -        | -        | -        |             | [ 大阪府 5 ]  |
| 1995年（平成07年） | 12月05日 | 1,480    | 1,288    | 2,768    |             | [ 大阪府 6 ]  |
| 1996年（平成08年） | -        | -        | -        | -        |             | [ 大阪府 7 ]  |
| 1997年（平成09年） | -        | -        | -        | -        |             | [ 大阪府 8 ]  |
| 1998年（平成10年） | 11月10日 | 1,436    | 1,374    | 2,810    |             | [ 大阪府 9 ]  |
| 1999年（平成11年） | -        | -        | -        | -        |             | [ 大阪府 10 ] |
| 2000年（平成12年） | 11月07日 | 1,275    | 1,260    | 2,535    | [ 近鉄 1 ]  | [ 大阪府 11 ] |
| 2001年（平成13年） | -        | -        | -        | -        |             | [ 大阪府 12 ] |
| 2002年（平成14年） | -        | -        | -        | -        |             | [ 大阪府 13 ] |
| 2003年（平成15年） | 11月11日 | 1,251    | 1,146    | 2,397    | [ 近鉄 2 ]  | [ 大阪府 14 ] |
| 2004年（平成16年） | -        | -        | -        | -        |             | [ 大阪府 15 ] |
| 2005年（平成17年） | 11月08日 | 1,254    | 1,189    | 2,443    | [ 近鉄 3 ]  | [ 大阪府 16 ] |
| 2006年（平成18年） | -        | -        | -        | -        |             | [ 大阪府 17 ] |
| 2007年（平成19年） | -        | -        | -        | -        |             | [ 大阪府 18 ] |
| 2008年（平成20年） | 11月18日 | 1,183    | 1,123    | 2,306    |             | [ 大阪府 19 ] |
| 2009年（平成21年） | -        | -        | -        | -        |             | [ 大阪府 20 ] |
| 2010年（平成22年） | 11月09日 | 1,259    | 1,144    | 2,403    | [ 近鉄 4 ]  | [ 大阪府 21 ] |
| 2011年（平成23年） | -        | -        | -        | -        |             | [ 大阪府 22 ] |
| 2012年（平成24年） | 11月13日 | 1,245    | 1,189    | 2,434    | [ 近鉄 5 ]  | [ 大阪府 23 ] |
| 2013年（平成25年） | -        | -        | -        | -        |             | [ 大阪府 24 ] |
| 2014年（平成26年） | -        | -        | -        | -        |             | [ 大阪府 25 ] |
| 2015年（平成27年） | 11月10日 | 1,288    | 1,264    | 2,552    | [ 近鉄 6 ]  | [ 大阪府 26 ] |
| 2016年（平成28年） | -        | -        | -        | -        |             | [ 大阪府 27 ] |
| 2017年（平成29年） | -        | -        | -        | -        |             | [ 大阪府 28 ] |
| 2018年（平成30年） | 11月13日 | 1,119    | 1,071    | 2,190    | [ 近鉄 7 ]  | [ 大阪府 29 ] |
| 2019年（令和元年） | -        | -        | -        | -        |             | [ 大阪府 30 ] |
| 2020年（令和02年） | -        | -        | -        | -        |             | [ 大阪府 31 ] |
| 2021年（令和03年） | 11月09日 | 913      | 863      | 1,776    | [ 近鉄 8 ]  | [ 大阪府 32 ] |
| 2022年（令和04年） | 11月08日 | 1,037    | 931      | 1,968    | [ 近鉄 9 ]  | [ 大阪府 33 ] |
| 2023年（令和05年） | 11月07日 | 1,004    | 967      | 1,971    | [ 近鉄 10 ] | [ 大阪府 34 ] |
| 2024年（令和06年） | 11月12日 |          |          | 1,801    | [ 近鉄 11 ] |               |

## 駅周辺
かつて汐ノ宮駅周辺は汐ノ宮温泉郷と呼ばれ、ここを訪れる客がこの駅を利用していた。
- 汐の宮温泉病院
- 汐ノ宮火山岩
- 千代田神社
- 目白不動願昭寺
- 大阪南医療センター（最寄り駅であるが、距離からすれば南海高野線千代田駅の方が近い）
- 河内長野市立千代田小学校
- 河内長野市立千代田中学校
- 大阪府立長野北高等学校
- 石川
- 灰原池
- 国道170号
- 夢農場 城山オレンヂ園（富田林市内にあるが、最寄り駅は当駅である[5]。同園は『探偵!ナイトスクープ』で“富田林のパラダイス”として紹介された）

## 隣の駅
近畿日本鉄道
O 長野線
■急行・■準急・■普通
滝谷不動駅 (O21) - 汐ノ宮駅 (O22) - 河内長野駅 (O23)

### 記事本文

### 利用状況
1. ↑  駅別一日乗降人員 長野線 道明寺線 御所線 - 近畿日本鉄道
2. ↑  大阪府統計年鑑 - 大阪府

#### 近畿日本鉄道
1. ↑  駅別乗降人員 長野線 道明寺線 御所線 - 近畿日本鉄道（ウェイバックマシン）
2. ↑  駅別乗降人員 長野線 道明寺線 御所線 - 近畿日本鉄道（ウェイバックマシン）
3. ↑  駅別乗降人員 長野線 道明寺線 御所線 - 近畿日本鉄道（ウェイバックマシン）
4. ↑  駅別乗降人員 長野線 道明寺線 御所線 - 近畿日本鉄道（ウェイバックマシン）
5. ↑  駅別乗降人員 長野線 道明寺線 御所線 - 近畿日本鉄道（ウェイバックマシン）
6. ↑  駅別乗降人員 長野線 道明寺線 御所線 - 近畿日本鉄道（ウェイバックマシン）
7. ↑  駅別乗降人員 長野線 道明寺線 御所線 - 近畿日本鉄道（ウェイバックマシン）
8. ↑  近鉄線駅別乗降人員データ【調査日：令和3年11月9日(火)】 (PDF)  - 近畿日本鉄道
9. ↑  近鉄線駅別乗降人員データ【調査日：令和4年11月8日(火)】 (PDF)  - 近畿日本鉄道
10. ↑  近鉄線駅別乗降人員データ【調査日：令和5年11月7日(火)】 (PDF)  - 近畿日本鉄道
11. ↑  近鉄線駅別乗降人員データ【調査日：令和6年11月12日(火)】 (PDF)  - 近畿日本鉄道

#### 大阪府統計年鑑
1. ↑  大阪府統計年鑑（平成3年） (PDF)
2. ↑  大阪府統計年鑑（平成4年） (PDF)
3. ↑  大阪府統計年鑑（平成5年） (PDF)
4. ↑  大阪府統計年鑑（平成6年） (PDF)
5. ↑  大阪府統計年鑑（平成7年） (PDF)
6. ↑  大阪府統計年鑑（平成8年） (PDF)
7. ↑  大阪府統計年鑑（平成9年） (PDF)
8. ↑  大阪府統計年鑑（平成10年） (PDF)
9. ↑  大阪府統計年鑑（平成11年） (PDF)
10. ↑  大阪府統計年鑑（平成12年） (PDF)
11. ↑  大阪府統計年鑑（平成13年） (PDF)
12. ↑  大阪府統計年鑑（平成14年） (PDF)
13. ↑  大阪府統計年鑑（平成15年） (PDF)
14. ↑  大阪府統計年鑑（平成16年） (PDF)
15. ↑  大阪府統計年鑑（平成17年） (PDF)
16. ↑  大阪府統計年鑑（平成18年） (PDF)
17. ↑  大阪府統計年鑑（平成19年） (PDF)
18. ↑  大阪府統計年鑑（平成20年） (PDF)
19. ↑  大阪府統計年鑑（平成21年） (PDF)
20. ↑  大阪府統計年鑑（平成22年） (PDF)
21. ↑  大阪府統計年鑑（平成23年） (PDF)
22. ↑  大阪府統計年鑑（平成24年） (PDF)
23. ↑  大阪府統計年鑑（平成25年） (PDF)
24. ↑  大阪府統計年鑑（平成26年） (PDF)
25. ↑  大阪府統計年鑑（平成27年） (PDF)
26. ↑  大阪府統計年鑑（平成28年） (PDF)
27. ↑  大阪府統計年鑑（平成29年） (PDF)
28. ↑  大阪府統計年鑑（平成30年） (PDF)
29. ↑  大阪府統計年鑑（令和元年） (PDF)
30. ↑  大阪府統計年鑑（令和2年） (PDF)
31. ↑  大阪府統計年鑑（令和3年） (PDF)
32. ↑  大阪府統計年鑑（令和4年） (PDF)
33. ↑  大阪府統計年鑑（令和5年） (PDF)
34. ↑  大阪府統計年鑑（令和6年） (PDF)